# Hunter psalter

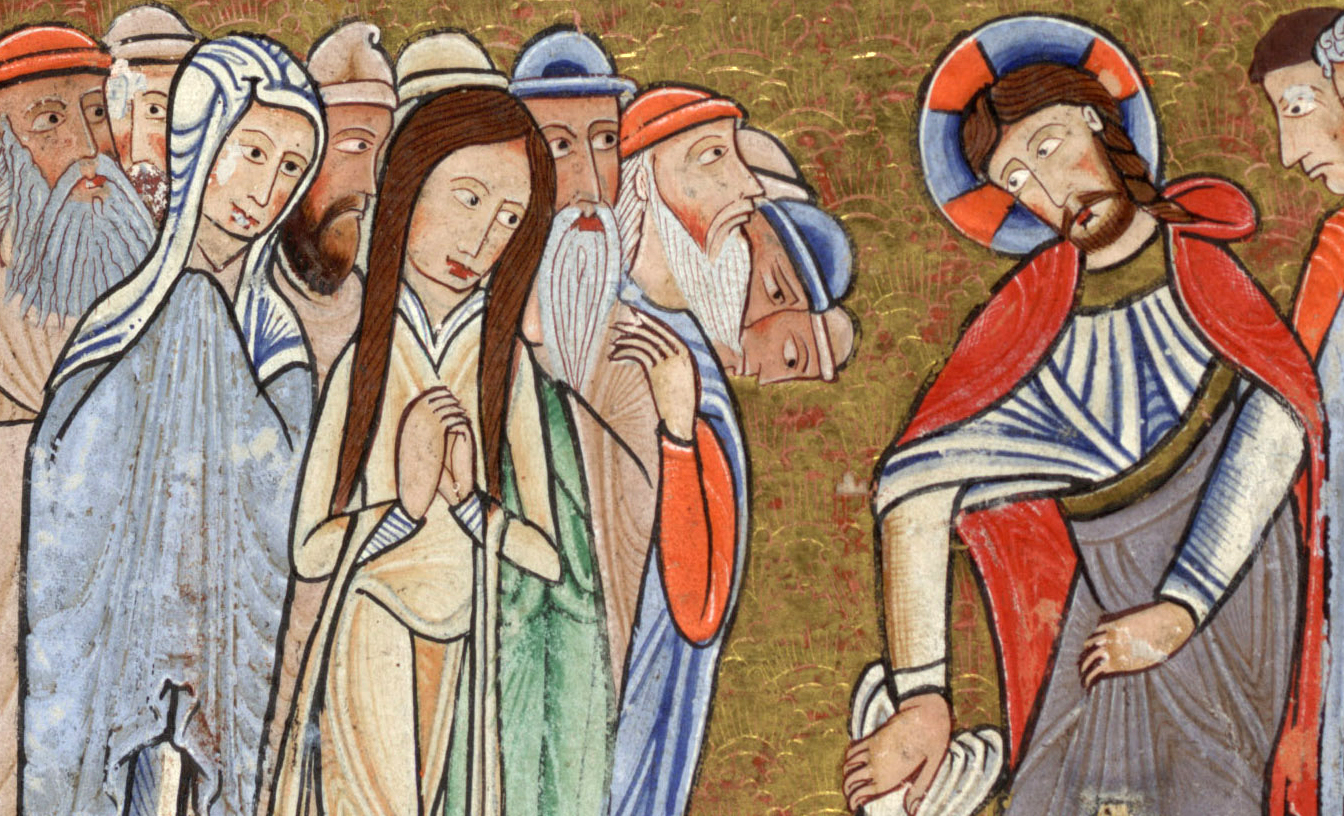
Hunter psalter, f11v, De opwekking van Lazarus, detail.

Het Hunter Psalter is een verlucht psalter gemaakt omstreeks het derde kwart van de 12e eeuw. Het handschrift wordt vandaag bewaard in de universiteitsbibliotheek van Glasgow, Schotland met als signatuur Sp Coll MS Hunter U.3.2 (229).

## Codicologische informatie

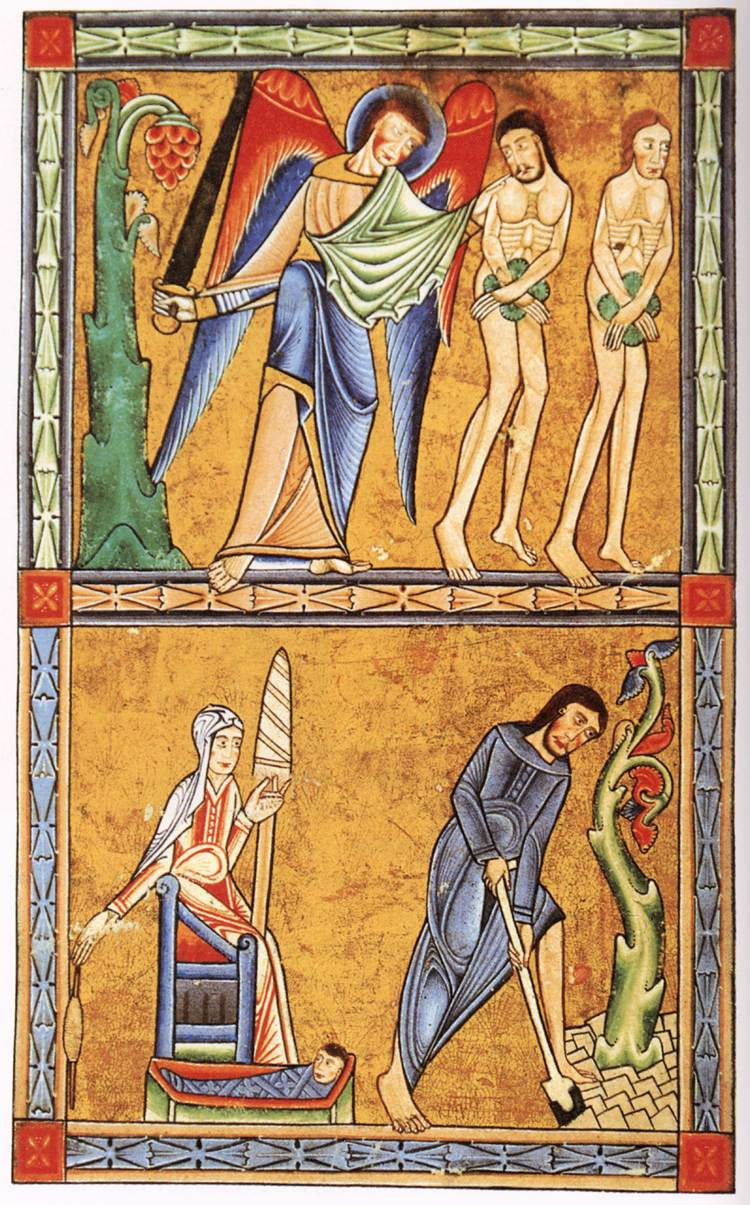
Hunter psalter, f8r, Adam en Eva worden verdreven uit het paradijs en moeten werken om in hun levensonderhoud te voorzien.

Het psalter bevat 210 perkamenten folia van 290 x 186 mm, het tekstblok meet 216 bij 114 mm. Het kalfsperkament is vrij dik en van uitstekende kwaliteit. De tekst in het handschrift is geschreven in het Latijn in een rechtstaand Engels protogotisch schrift, in één kolom met 21 lijnen per blad (35 lijnen per blad in de kalender).

## Inhoud
Het boek bevat naast een heiligenkalender de 150 psalmen toegeschreven aan Koning David, hymnen en kantieken de Litanie van alle Heiligen en enkele andere gebeden.
Het psalter is van het Gallicaanse type. De psalmen volgen elkaar op in numerieke orde, het is dus een Psalterium non feriatum, niet gerangschikt naar het dagelijks gebruik in het getijdengebed en bijgevolg geen psalter dat bij het koorgebed werd gebruikt. De psalmen werden zowel in de kloosters als door de seculiere geestelijkheid wekelijks gereciteerd. Benedictus verdeelde de psalmen in groepen die dagelijks moesten gebeden worden, de zogenaamde monastieke indeling. De seculiere geestelijkheid hanteerde een andere indeling de zogenaamde achtvoudige verdeling, naar de zeven beginpsalmen voor de metten van zondag tot zaterdag (1, 26, 38, 52, 68, 80 en 97) en de beginpsalm bij de vespers op zondag (psalm 109). In Duitsland, Vlaanderen en Engeland was ook een drievoudige verdeling (1-50, 51-100 en 101-150) gebruikelijk. De combinatie van beide systemen leidde tot een 10-voudige verdeling (1, 26, 38, 51, 52, 68, 80, 97, 101, 109) die gebruikt werd in het Hunter psalter.
De begininitialen van de psalmen zijn uitgevoerd als een gehistorieerde of gedecoreerde initiaal. De initialen van de psalmen die de tienvoudige verdeling uitmaken zijn groter uitgevoerd. De versalen zijn in het goud geschreven.
Het eigenlijke psalter wordt voorafgegaan door dertien volbladminiaturen met afbeeldingen uit het Oude en Nieuwe Testament. Een aantal volbladminiaturen die de passie van Christus illustreerden zijn uit het handschrift verdwenen.
Het psalter bevat de volgende onderdelen:
- ff1-6v: Kalender
- ff7v-21r: Volbladminiaturen
- f21v: David die zijn harp aan het stemmen is
- f22r: Beatusinitiaal (initiaal bij psalm 1)
- ff22v-183v: Psalmen
- ff183r-203r: Kantieken, hymnen, litanie en gebeden
- ff203r-207v: Collecten
- ff208r-210v: Diverse gebeden

## Herkomst en datering

### Datering
Gezien Thomas Becket niet in de heiligenkalender voorkomt, gaat men ervan uit dat het handschrift ontstond voor 1173. Er bestaat een consensus tussen de onderzoekers om het psalter te dateren omstreeks 1170, maar over de herkomst en de opdrachtgever is men het minder eens. 

### Herkomst
De versierde initialen van de psalters zijn nu eens gedecoreerd en op andere plaatsen gehistorieerd in functie van de tekst van de psalm (bv. de D van psalm 26). Andere zijn letterlijke voorstellingen van de tekst (bv. de Q van psalm 90). Volgens Jane Hetherington Brown is deze combinatie van scènes uit het leven van David, illustratie van het vers of van een woord en willekeurige versieringen nooit eerder in Engelse psalters toegepast. Het kwam daarentegen wel voor in psalters uit het noordoosten van Frankrijk, wat erop zou kunnen wijzen dat een Frans psalter model stond voor dit boek of dat het in Frankrijk of door in Frankrijk geschoolde miniaturisten werd vervaardigd.
De productieplaats van het handschrift wordt vaak in York in het noorden van Engeland geplaatst omwille van het voorkomen van enkele typisch noordelijke heiligen in de kalender en in de litanie zoals John of Beverley, aartsbisschop van York en Paulinus, bisschop van York. In de Engelse literatuur gaat men tegenwoordig uit van een scriptorium in het zuidoosten van Engeland (Canterbury?) maar ook zonder enige duidelijke aanwijzing. Christopher De Hamel stelt, zich baserend op de studie van Patricia Stirnemann, dat het manuscript een zeer nauwe relatie heeft met het Kopenhagen psalter. Een van de miniaturisten werkte volgens hem aan beide handschriften en ze zijn misschien geschreven door dezelfde scribent. Volgens Patricia Stirnemann in haar originele thesis over het Kopenhagen Psalter, werkte dezelfde artiest aan de initialen van de psalmen 1 tot 101 in het Hunter psalter en aan de initialen van psalmen 1 tot 54 in het Kopenhagen psalter. Die artiest zou een ambulante vakman geweest zijn die werkte bij de Augustijnen van Sint Victor in Parijs en op andere plaatsen in Frankrijk, Engeland en Duitsland. Het handschrift kan dus eigenlijk om het even waar gemaakt zijn.

### Opdrachtgever
Ook hierover kan niets met zekerheid gesteld worden. Het handschrift is zeer luxueus uitgevoerd, de opdrachtgever was dus naar alle waarschijnlijkheid iemand met een hoge status, maar veel meer kan er met zekerheid niet over gezegd worden. De geleerden zijn het er wel over eens dat het manuscript een augustijnse achtergrond heeft. J. Greenland opperde in zijn thesis de hypothese dat het manuscript werd gemaakt voor Roger de Mowbray, een lid van een belangrijke familie uit Yorkshire, die deel genomen had aan de kruistochten en een weldoener was van religieuzen. Hij stichtte meer dan dertig kloosters voornamelijk augustijner en cisterciënzer vestigingen.

## Geschiedenis
Ook over het gebruik en wedervaren van het psalter weten we bijzonder weinig. In 1769 maakte het deel uit van de verzameling van Louis-Jean Gaignat in Parijs die op 10 april van dat jaar werd geveild. Het werd in opdracht van William Hunter gekocht door zijn agent in Frankrijk Jean B. Dessain voor 50 livres en een sou. De universiteit van Glasgow verwierf de bibliotheek van William Hunter in 1807.

## Verluchting

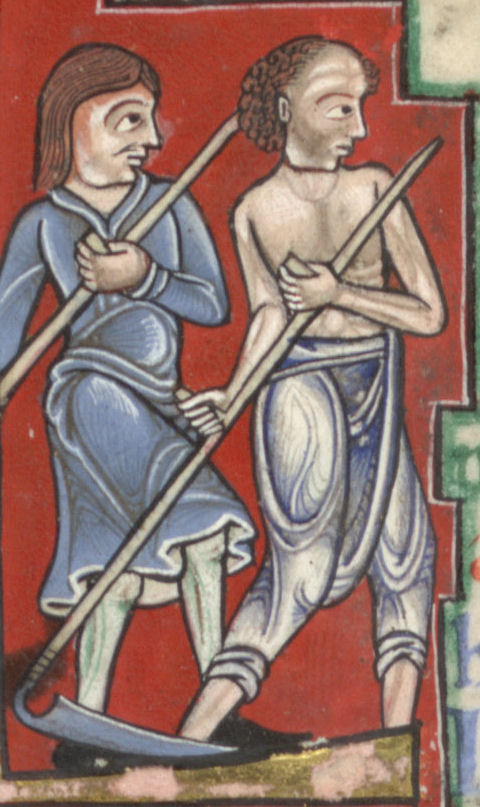
Hunter psalter, f4r, kalenderblad juli, detail, maaien van het gras.

### Kalender
Het handschrift opent met de kalender die een bladzijde per maand telt. De kalender heeft in een psalter totaal geen functie en uit de eerste 400 jaar dat Latijnse psalters gemaakt werden, van de zesde tot de tiende eeuw, is er ook geen enkel teruggevonden dat een kalender bevatte. De eerste psalters met kalender duiken omstreeks 1000 op in Engeland.
De kalenderbladzijden tellen 5 kolommen en 35 lijnen. De kalender is een eeuwigdurende kalender. Naast de feestdagen bevat de kalender de gegevens voor het berekenen van de weekdag in een willekeurig jaar: de numerus aureus in de eerste kolom en de zondagsletter in de tweede kolom. In de derde en vierde kolom vinden we het dagnummer uitgedrukt op de Romeinse wijze met kalendae, nonae en idus. In de vijfde kolom staat de naam van de heilige die op die dag herdacht werd of het kerkelijke feest dat die dag werd gevierd. De kalenderbladzijden werden versierd met een grote gehistorieerde initiaal met de letters KL in elkaar verwerkt in bladgoud en de ruimte tussen de letters versierd met bladmotieven. De letter L is gevuld met miniaturen die de werken of activiteiten van de maand voorstellen. In de beneden rechterhelft van het blad is een medaillon met gouden omlijsting geschilderd waarin het dierenriemteken van de maand is afgebeeld. In het bladgoud, geplaatst over de gesso ondergrond, zijn ter versiering geometrische en bladrankmotieven ingesneden, dit was in de periode dat het psalter tot stand kwam een continentale techniek, tot dan toe in Engeland niet gezien.

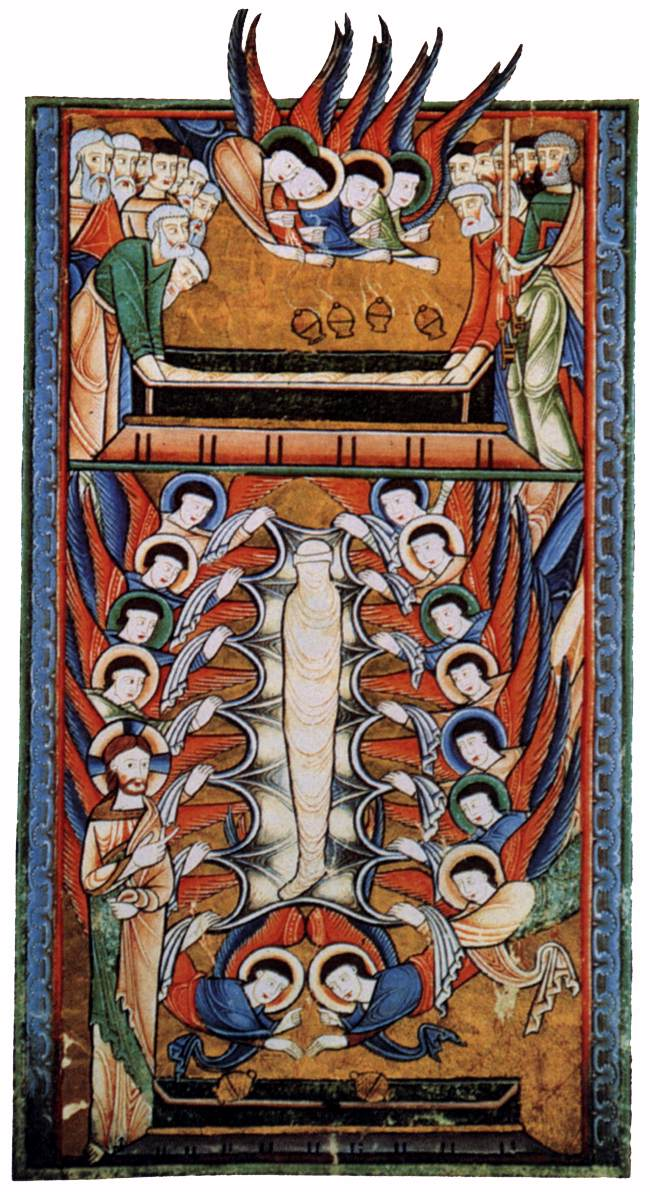
Hunter psalter, f19v, Hemelvaart van Maria

### Prentencyclus
De losse volbladminiaturen die zonder enig commentaar het eigenlijke psalmboek inleiden hadden tot doel de lezer in de juiste devote stemming te brengen voor hij de eigenlijke psalmen begon te lezen. Dergelijke picturale inleiding op het psalmboek werd gebruikt vanaf de elfde eeuw, zowel in Engeland als op het continent.
De eerste drie bladzijden tonen scènes uit het Oude Testament. Het zijn prachtige miniaturen in een romaanse stijl, geschilderd op een gouden achtergrond. De volbladminiaturen zijn in twee verdeeld zodat per blad tekens twee scènes worden afgebeeld.
- f7v: Bovenaan: de schepping van Adam en Eva; onderaan: de zondeval.
- f8r: Bovenaan: Adam en Eva verjaagd uit het paradijs; onderaan: Eva aan het spinnen en Adam aan het spitten.
- f9v: Bovenaan: God geeft Abraham de opdracht om zijn zoon Isaac te offeren; onderaan: het offer van Isaac. In de prent van het offer van Isaac zijn diens handen niet gebonden wat in tegenspraak was met de tekst van Genesis.[3]

De volgende zes volbladminiaturen zijn gewijd aan het leven van Christus. Zoals hoger gezegd zijn een aantal volbladminiaturen die de passie van Christus illustreerden waarschijnlijk uit het handschrift verdwenen. De volgende voorstellingen zijn bewaard:
- f11v: Bovenaan: de bekoring van Christus in de woestijn; onderaan: de opwekking van Lazarus.
- f12r: Bovenaan: Christus zit aan met de Emmaüsgangers; onderaan: Christus verschijnt aan de apostelen.
- f13v: Bovenaan: de ongelovige Thomas; onderaan: Christus redt Petrus uit het meer van Tiberias. Deze scène zit niet in de goede tijdsvolgorde, maar het gaat in beide gevallen om de illustratie van apostelen die niet voldoende in Christus geloofden.
- f14r: De hemelvaart van Christus
- f15v: Pinksteren
- f16r: Christus in majesteit omringd door de evangelistensymbolen

Dan volgen nog drie volbladminiaturen gewijd aan het leven van Maria. Ze behandelen de dood en hemelopname van de Heilige Maagd. Ze komen niet uit de standaard thema’s die voor dit onderwerp gebruikt worden en zijn daarom vrij bijzondere getuigenissen van de cultus van Maria in de twaalfde eeuw.
- f17v: Bovenaan: een engel kondigt aan Maria haar nakende dood aan; onderaan: Maria informeert de Apostelen
- f18rv: Bovenaan: Christus zegent Maria op haar sterfbed; onderaan: de begrafenisstoet met de afbeelding van de joodse ouderling die de berrie wou omkeren maar wiens hand aan de berrie gekleefd bleef tot hij zich door Petrus liet bekeren.
- f19v: Bovenaan: de apostelen leggen het lichaam van Maria in een sarcofaag; onderaan: veertien engelen brengen het omzwachtelde lichaam van de Maagd naar de hemel. Dit beeld is uniek in de iconografie. De vraag of Maria met lichaam en ziel in de hemel werd opgenomen of dat pas in de hemel haar lichaam en ziel terug verenigd werden was het onderwerp van een intens theologisch debat in de twaalfde eeuw. Deze prent die duidelijk het lijk van Maria toont dat naar de hemel gebracht werd speelde duidelijk in op die polemiek.[3]

De laatste volbladminiatuur (f21v) toont ons koning David, van wie verondersteld werd dat hij de psalmen geschreven had. Hij wordt getoond gezeten op een troon bij het stemmen van zijn harp. De miniatuur toont ons nog verscheidene andere middeleeuwse instrumenten. Rechts van David zien we een man die een vedel bespeelt. Aan de voeten van David zien we twee jongens met blaasinstrumenten en aan de linkerzijde van David een man die een knievedel (lyra da gamba) bespeelt. Boven David wordt een klokkenspel aangeslagenen in het medaillon rechtsonder zien we twee personen die een draailier hanteren. In het andere medaillon zien we een man die musiceert op een psalterium en een andere muzikant met handklokken.

### Psalter
Het psalter begint met een op een volledige bladzijde uitgewerkte initiaal B, beginletter van psalm 1: Beatus vir (gezegend is de man), omkaderd, met in de hoeken van het kader medaillons met engelen. De initiaal gevormd uit ranken is gevuld met bladwerk, dieren, mensen en grotesken. Dit is de laatste volbladminiatuur in het handschrift. In wat volgt zijn de beginletters van de psalmen steeds uitgewerkt tot versierde of gehistorieerde initialen. Ook bij de kantieken, hymnen en gebeden die op het eigenlijke psalmboek volgen, zijn de beginletters zoals in het psalmboek, uitbundig versierd.